# Foxboro Stadium
A Foxboro Stadium (vagy Foxborough Stadium) egy nyitott sportlétesítmény volt a massachusettsi Foxboroughban. Bár a város hivatalos neve Foxborough, a stadion nevében a rövidebb formát alkalmazták.

## Története
A stadiont 1971 augusztusában nyitották meg, Schaefer Stadium néven. Az NFL-ben játszó New England Patriots otthonaként üzemelt elsődlegesen. 1960 és 1970 között 11 évadon át a csapat Boston Patriots néven futott, és több Boston környéki stadionban játszottak. 1963 és 1968 között a Boston Red Sox stadionja, a Fenway Park volt az otthonuk. 1969-ben a Bostoni Főiskola pályáján, a Alumni Stadiumban játszottak. Az 1970-es szezont a Harvard Stadiumban töltötték.
A foxboroughi helyszín akkor választották ki, amikor a Bay State Raceway tulajdonosai ehhez földet adományoztak. A stadion félúton helyezkedik el Boston és Providence között. Az alapját 1970 szeptemberében tették le.
A Foxboro Stadium kevesebb mint 11 hónap alatt készült el, 4 millió dollárból (2007-ben úgy becsülték, ez az össze 7,1 vagy 27,5 millió dollár lehetett).

## Bezárása
Az 1990-es évekre a stadion elmaradott lett a modern NFL-meccsek fogadásához. A nézők alumínium székeken ültek, azok száma is kevés volt, mintegy 60 000, amivel az NFL-ben az egyik legkisebb befogadóképességű volt.
31 NFL-szezon után a Foxboro Stadiumot 2002 januárjában lerombolták (a 2001-es szezon után, amikor is a Patriots megnyerte az első Super Bowlját). Az utolsó meccset a stadionban hóviharban játszották. A Patriots nyert akkor az Oakland Raiders ellen. A stadion korábbi helye ma parkként szolgált, majd itt épült fel a Patriot Place bevásárlóközpont.

## Külső hivatkozások
- Schaefer Stadium and The Great Flush

## Fordítás
- Ez a szócikk részben vagy egészben  a   Foxboro Stadium című angol Wikipédia-szócikk ezen változatának fordításán alapul.  Az eredeti cikk szerkesztőit annak laptörténete sorolja fel. Ez a jelzés csupán a megfogalmazás eredetét és a szerzői jogokat jelzi, nem szolgál a cikkben szereplő információk forrásmegjelöléseként.